# شهرستان آیووا (آیووا)
شهرستان آیووا، آیووا (به انگلیسی: Iowa County, Iowa) شهرستانی در ایالات متحده آمریکا است که در آیووا واقع شده‌است.

## خصوصیات
شهرستان آیووا ۱٬۵۲۰٫۳۳ کیلومترمربع مساحت دارد.